# Cocculinika myzorama
Cocculinika myzorama is een eenoogkreeftjessoort uit de familie van de Chitonophilidae. De wetenschappelijke naam van de soort is voor het eerst geldig gepubliceerd in 1986 door Jones J.B. & Marshall.